# Edle Kugelspinne
Die Edle Kugelspinne oder Noble Fettspinne (Steatoda nobilis), wie andere den Echten Witwen (Latrodectus) ähnliche Arten gelegentlich als Falsche Witwe bezeichnet, ist eine Spinnenart aus der Familie der Kugelspinnen. Sie war ursprünglich auf Madeira und den Kanaren beheimatet und wurde in Teilen Europas, Asiens, Nordafrikas (Algerien) und Amerikas eingeführt. Die Art erhält bedingt durch ihre globale Ausbreitung, der Ähnlichkeit zu den Echten Witwen und die meist deutlich harmlosere als oftmals befürchtete Wirkung ihres Bisses in Medien vermehrt eine große Aufmerksamkeit.

## Merkmale

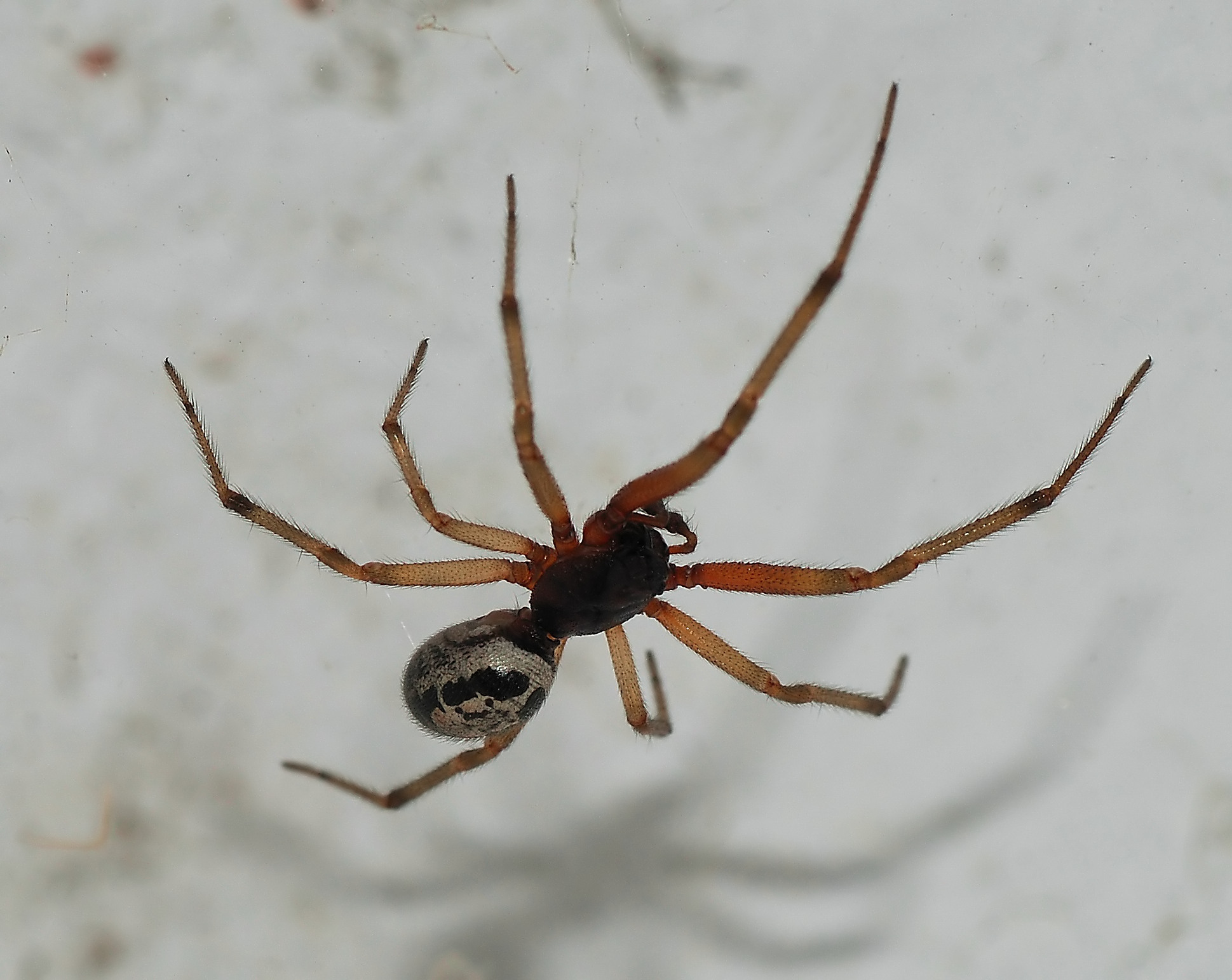
Männchen

Das Weibchen der Edlen Kugelspinne erreicht eine Körperlänge von 9,5 bis 14 und das Männchen eine von 7,8 bis 10,6 Millimetern. Das Prosoma (Vorderkörper) beider Geschlechter ist dunkel rotbraun und mit einem dunklen und radiär geformten Zeichenmuster versehen. Die Beine besitzen eine hellere gelbbraune Farbgebung, wobei die Tibien auf der Distalseite dunkler gefärbt als die restlichen Bestandteile der Beine sind. Deutlich unterscheiden sich beide Geschlechter hinsichtlich der Farbgebung ihres Opisthosomas (Hinterleib) voneinander. Beim Weibchen ist dieser mit violetten und braunen Farbtönen sowie mehreren weißlichen Streifen versehen. Der Opisthosoma des Männchens besitzt eine beigefarbene bis weiße Grundfärbung, ein dunkelviolettes und blattartiges Muster sowie vier größere und rötlich gefärbte Flecken. Die Epigyne des Weibchens verfügt über eine Furche mit einem Septum (Scheidewand).

### Ähnliche Arten

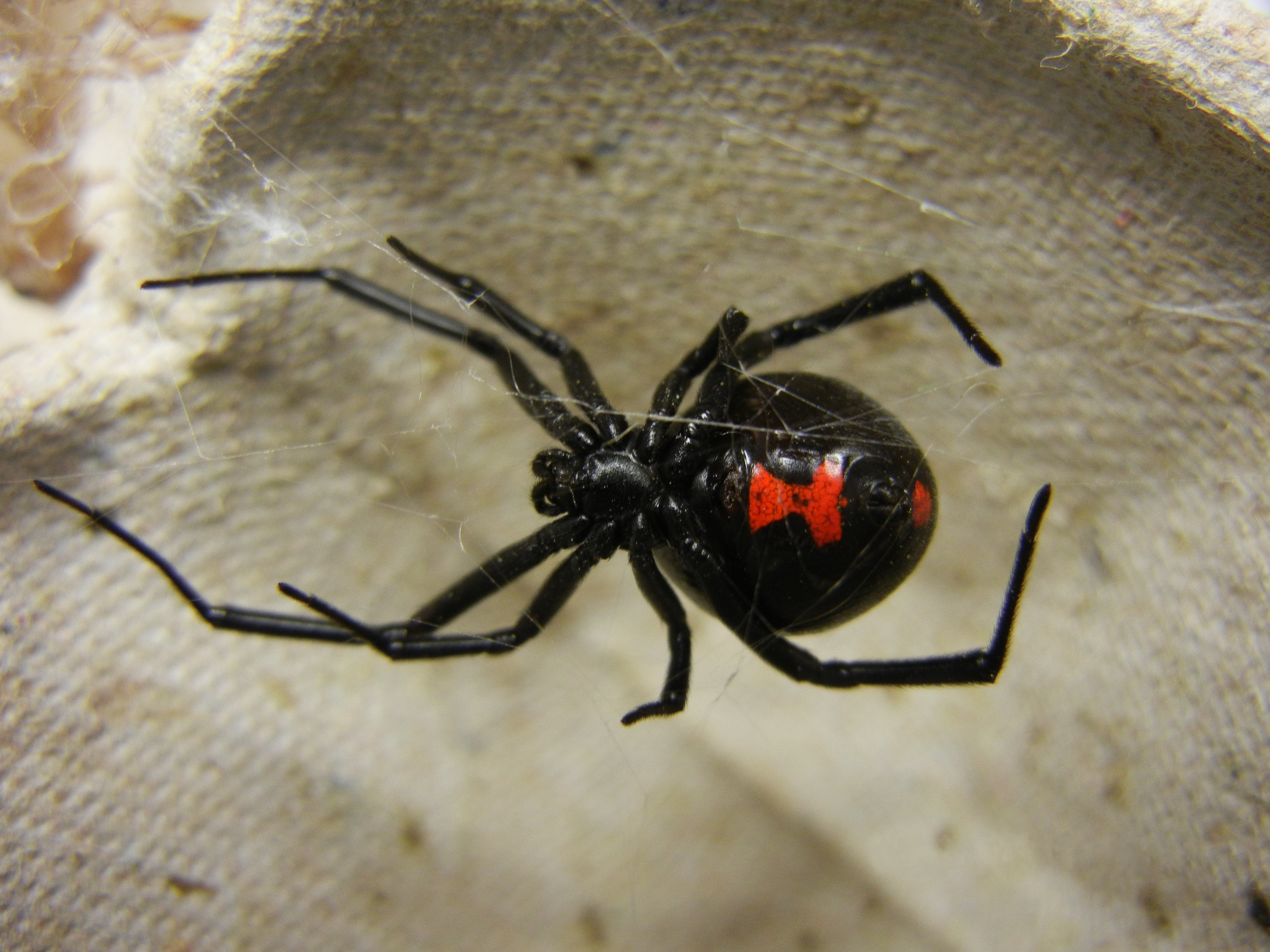
Die Edle Kugelspinne wird nicht selten mit Arten aus der Gattung der Echten Witwen (Latrodectus), etwa der Südlichen Schwarzen Witwe (L. mactans) verwechselt.

Die Edle Kugelspinne gleicht, wie einige andere Arten der Gattung, die auch als „Falsche Witwe“ bezeichnet werden, den Arten der zur gleichen Familie zählenden, deutlich prominenteren und auch gefürchteteren Echten Witwen (Latrodectus). Ein wesentliches Unterscheidungsmerkmal sind die bei den Fettspinnen gezahnten Cheliceren, eine Eigenschaft, die den Echten Witwen fehlt. Gelegentlich wird die Edle Kugelspinne außerdem mit der zur Familie der Echten Radnetzspinne zählenden Sektorspinne (Zygiella x-notata) und Finsterspinnen der Gattung Amaurobius verwechselt.

## Vorkommen und Einführungen

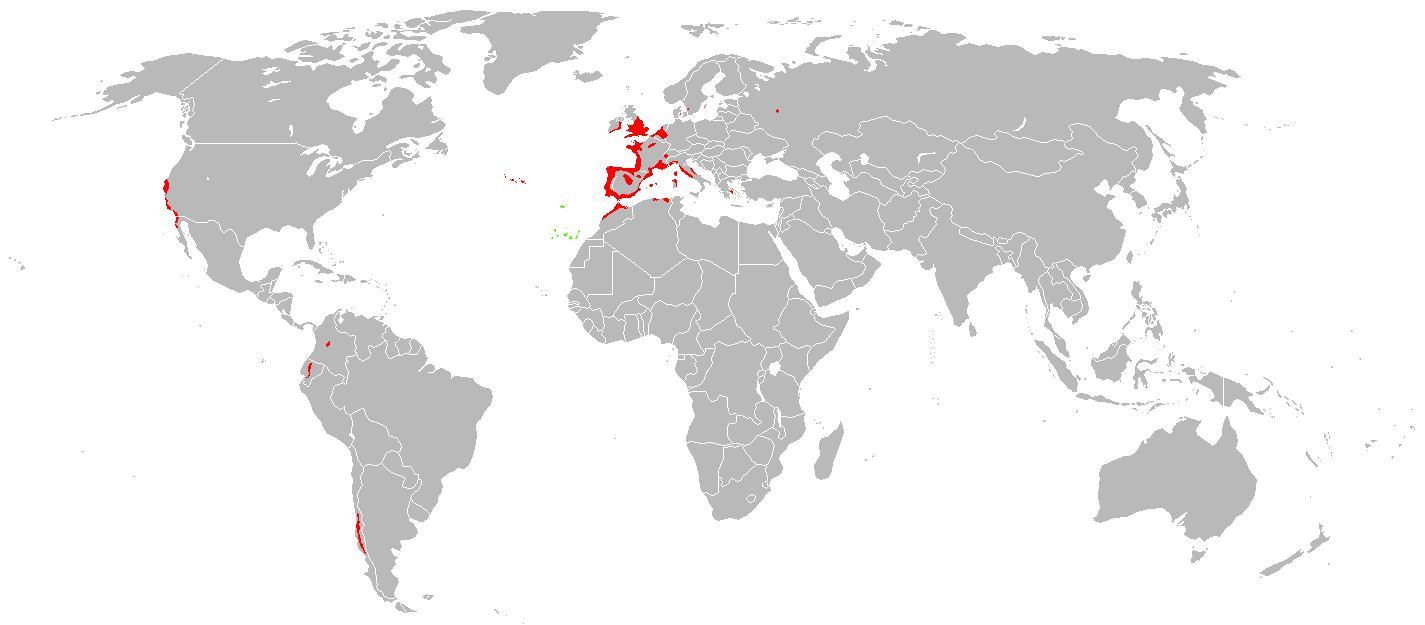
Ursprüngliche (grün) und eingeführte (rot) Verbreitung der Edlen Kugelspinne

Die Edle Kugelspinne war ursprünglich auf den makaronesischen Inseln Madeira und den Kanaren verbreitet, sie wurde allerdings in West- und Teilen Mitteleuropas, in Algerien, in der Türkei, im Iran, in den Vereinigten Staaten, in Chile, und Ecuador sowie Kolumbien eingeführt und hat sich dort etabliert. In Europa wurde die Art zuerst in Großbritannien, Irland, Portugal und Italien gesichtet. In Deutschland ist die Edle Kugelspinne erstmals 2017 in zwei Gartencentern in Köln nachgewiesen worden. In den Vereinigten Staaten ist ihr Vorkommen im US-Staat Kalifornien überliefert, wo die Art sich zuerst vom Ventura County über das Orange County, das Alameda County, das Monterey County und das Santa Clara County ausgebreitet hat.

### Lebensräume
Die Edle Kugelspinne ist an Zäunen, Steinmauern, Baumstämmen, in Hecken und an Gebäuden zu finden, in nördlichen Breiten der Gebiete, in denen sie eingeführt wurde, ist sie hingegen als synanthroper Vertreter an menschliche Siedlungen gebunden vor allem in Gebäuden.

### Mögliche Gründe für die Einfuhr

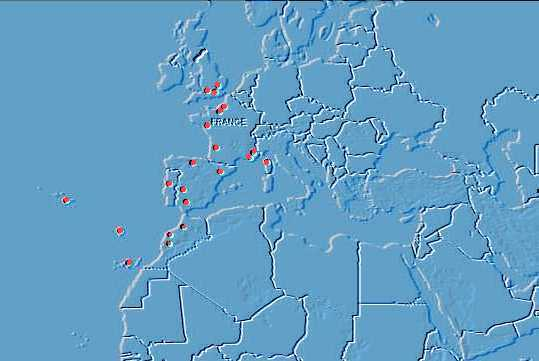
Nachweise der Edlen Kugelspinne in Europa aus dem Jahr 2008

Die Ausbreitung der Edlen Kugelspinne in die zuvor von ihr unbesiedelten Gebiete ist vermutlich über verschiedene Transportwege geschehen. Die Einfuhr der Spinne auf den Britischen Inseln wird aktuell mit der ungewollten Mitnahme durch Touristen, die zuvor die Kanarischen Inseln besuchten, begründet. Das Vorkommen in den Gartencentern in Köln ist wahrscheinlich auf Importe von Pflanzen zurückzuführen, die von den Kanarischen Inseln oder aus Gebieten stammten, die von der Edlen Kugelspinne bereits bewohnt wurden. Die Ausbreitung in Südamerika ist vermutlich über die Panamericana geschehen.

## Lebensweise

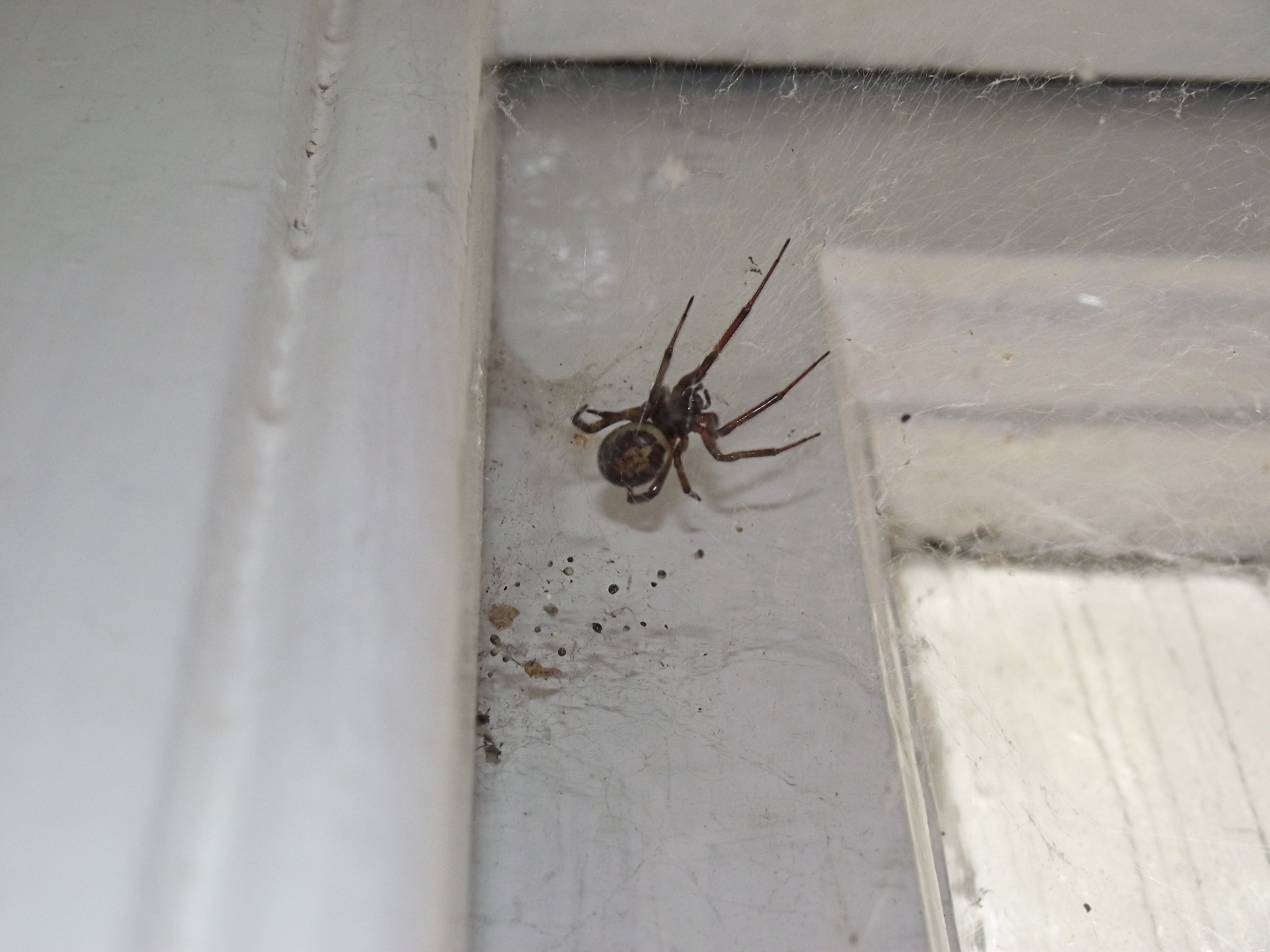
Weibchen in ihrem Fangnetz

In ihrem Habitat baut die Edle Kugelspinne wie die anderen Arten der Familie ein Spinnennetz zum Zwecke des Beutefangs. Dieses unterscheidet sich aber maßgeblich von denen anderer Kugelspinnen, da dieses hinsichtlich seines Aufbaus und seiner Funktionsweise mehr einem Trichternetz als dem für die Familie typischen Haubennetz und somit mehr den Fangnetzen der Trichterspinnen und Arten aus der Familie der Hexathelidae ähnelt. Von den Netzen dieser Spinnen unterscheidet sich das der Edlen Kugelspinne dadurch, dass es aus deutlich stärkerer Spinnenseide besteht. Für den Netzbau benötigt die Spinne mehrere Tage und der Trichter folgt zum Schluss, wodurch das Netz anfangs dem anderer Kugelspinnen gleicht.
Mehrfach wurde beobachtet, dass die Edle Kugelspinne mit ihrem starken, lähmenden Nervengift selbst kleine Wirbeltiere (bspw. eine Zwergspitzmaus) tötet, sie anschließend in Spinnseide wickelt und aussaugt.

### Phänologie und Fortpflanzung
Während Weibchen der Edlen Kugelspinne ganzjährig angetroffen werden können, so ist bei den Männchen eine von März bis Mai stattfindende Absenz zu verzeichnen. Das Fortpflanzungsverhalten der Edlen Kugelspinne ist vergleichsweise komplex und vielfältig. Es ist deshalb in mehrere Bereiche gegliedert.

#### Balz und Paarung

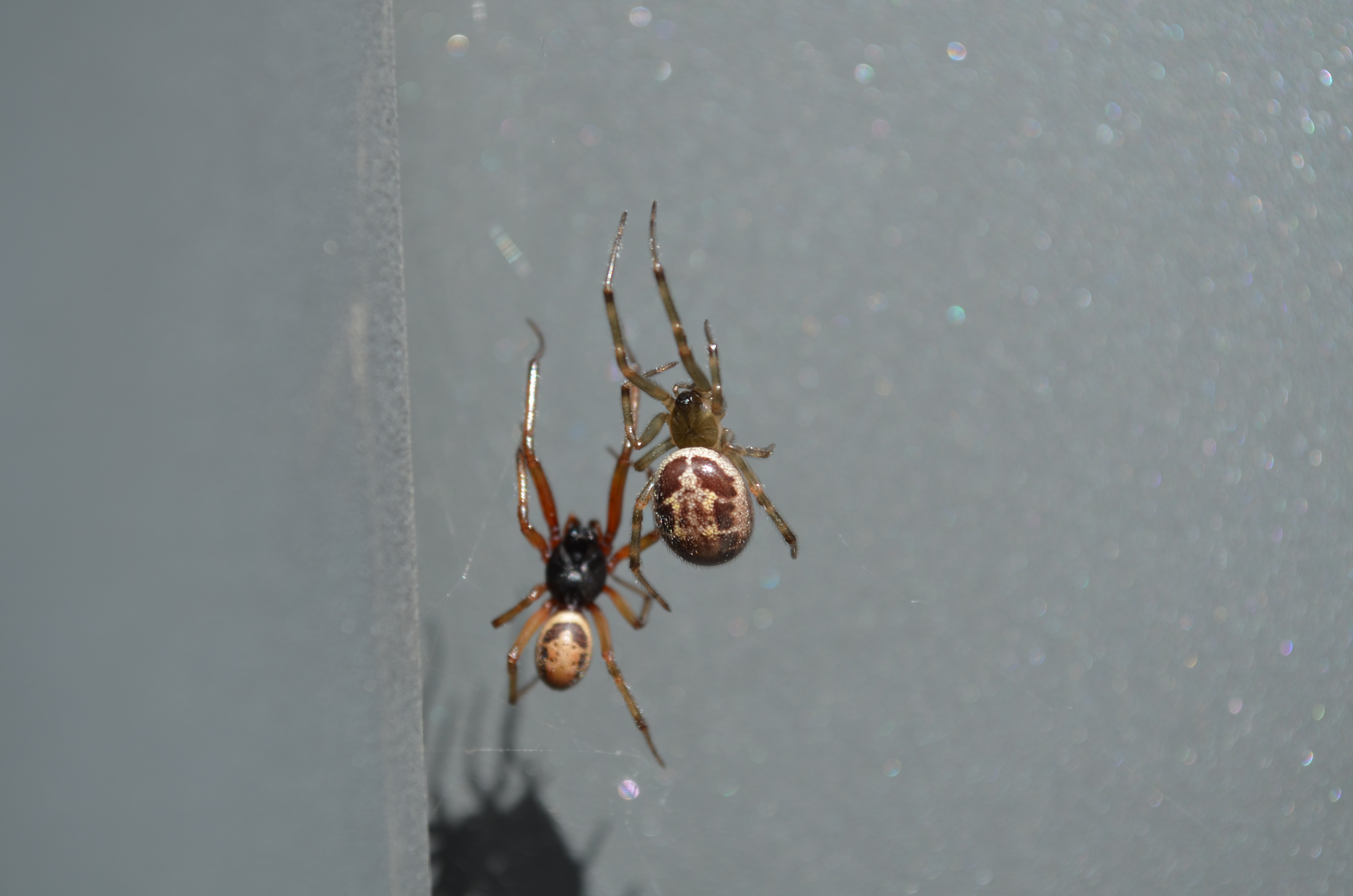
Individuen beider Geschlechter im Netz des Weibchens nach der Paarung

Bei der Paarung, die bislang im Hochsommer (August) gesichtet wurde, nähert sich das Männchen recht schnell dem Unterschlupf des Weibchens, welches sich dann dem Männchen zuwendet. Anschließend beginnt das Männchen mit einer Balz, bei der das zweite Beinpaar synchron auf und ab bewegt wird. Diese Bewegungen werden allmählich schneller und zum Schluss ist der gesamte Körper des Männchens in Bewegung. Anschließend nähert sich das Männchen dem Weibchen oder umgekehrt und das Männchen berührt mit seinen vorderen Beinen die Spermathek seiner Partnerin. Anschließend führt das Männchen seinen ersten Bulbus in die Egipyne des Weibchens ein und belässt diesen dort eine Zeit lang, ehe die Bulbi gewechselt werden, zwischenzeitlich folgen Trennungen und erneute Balztänze. Nicht selten verbleibt das Männchen nach der Paarung im Netz des Weibchens und beide leben somit als Paar im Netz des Weibchens. Das Männchen beteiligt sich auch am Beutefang. Dieses Zusammenleben endet aber nicht selten mit dem Tod des Männchens durch das Weibchen, was manchmal auch unmittelbar nach der Paarung passieren, gelegentlich aber auch erst einige Monate nach der Paarung eintreten kann.

#### Kokon und Schlupf
Einige Zeit nach der Paarung beginnt das Weibchen mit der Produktion eines Eikokons, der kopfüber am Röhreneingang des Netzes gefertigt wird. Dafür setzt das Weibchen seine Spinnwarzen dort an, anschließend dreht sich die Spinne mehrmals langsam um die eigene Achse und zieht die Spinnwarzen, die dann gespreizt sind, alle zwei bis drei Sekunden zurück. Dabei bildet die Spinne die erste Fläche des Kokons unter sich, die aufgrund der kardierenden Bewegung der Spinne eine flauschige Struktur erhält. Anschließend arbeitet sie an den Rändern und gibt zur Haftung der Eier ein gelbes Sekret in das Konstrukt, die Eier werden anschließend abgelegt. Der Kokon wird nun von oben abgeschlossen. Die Jungtiere schlüpfen etwa sieben Wochen nach der Fertigung des Kokons. Nach Verlassen des Kokons benötigen sie insgesamt vier bis fünf Häutungen, bis sie die Geschlechtsreife erlangen. Die Entwicklung bis zur Geschlechtsreife dauert abhängig von Witterung und Temperatur acht bis fünfzehn Monate.

## Edle Kugelspinne und Mensch
Die Edle Kugelspinne wird nicht zuletzt aufgrund ihrer Ähnlichkeit zu den Echten Witwen vielerorts gefürchtet und für Bisse mit gefährlichen Komplikationen verantwortlich gemacht. Tatsächlich können diese auftreten, bilden aber die Minderheit.

### Toxizität und Bissunfälle
Der Hauptbestandteil der Giftmischung ist das starke, lähmende Nervengift Alpha-Latrotoxin. Mit diesem Gift tötet die Spinne ihre Beute, indem sie die Bewegungen und Funktionen des Körpers der Beute beeinträchtigt. Die Spinne nutzt dann ihre Spinnseide, um das bewegungsunfähige Tier einzuwickeln und auszusaugen. Das starke Nervengift Alpha-Latrotoxin kann auch für den Menschen gefährlich sein.
Grundsätzlich ist die Edle Kugelspinne zwar in der Lage, die Haut des Menschen mit ihren Cheliceren zu durchdringen, ist aber wie die meisten Spinnen nicht aggressiv und beißt nur in größter Not. Die häufigsten Bissunfälle ergeben sich durch Männchen, die auf der Suche nach einem Weibchen sind und dabei nicht selten in Häuser gelangen. Im Regelfall tritt ein Schmerz an der Stelle der Bisswunde auf, der in etwa der Intensität des Schmerzes eines Wespenstiches gleicht und meist nach 12, selten erst nach 24 Stunden abklingt. Weitere häufige Symptome sind Schwellung, Erythem (entzündliche Rötung) und Juckreiz im Bereich der Bissstelle.

### Bedrohung und Schutz
Die Bestände der Edlen Kugelspinne sind nicht zuletzt durch die globale Ausbreitung der Art ungefährdet. Von der IUCN wird die Art in die Kategorie 4 („nicht gefährdet“) eingestuft und ist dementsprechend nicht geschützt.

## Systematik
Die Edle Kugelspinne erfuhr vermehrt Umstellungen in verschiedene Gattungen einschließlich Umbenennungen. Vom Erstbeschreiber Tord Tamerlan Teodor Thorell 1875 als Lithyphantes nobilis bezeichnet, wurde sie erstmals 1993 von Rowley G. Snazell und D. Jones als Steatoda nobilis geführt, was sich seitdem nicht geändert hat.

## Galerie

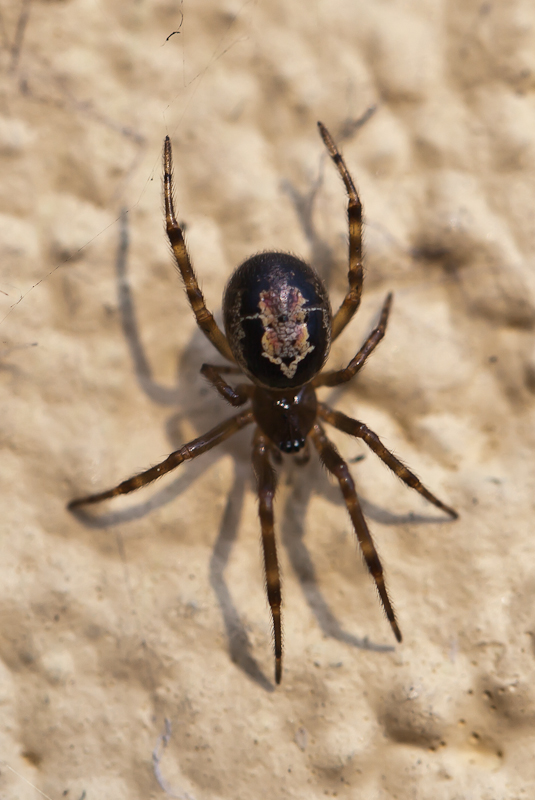
Dorsalansicht eines Weibchens
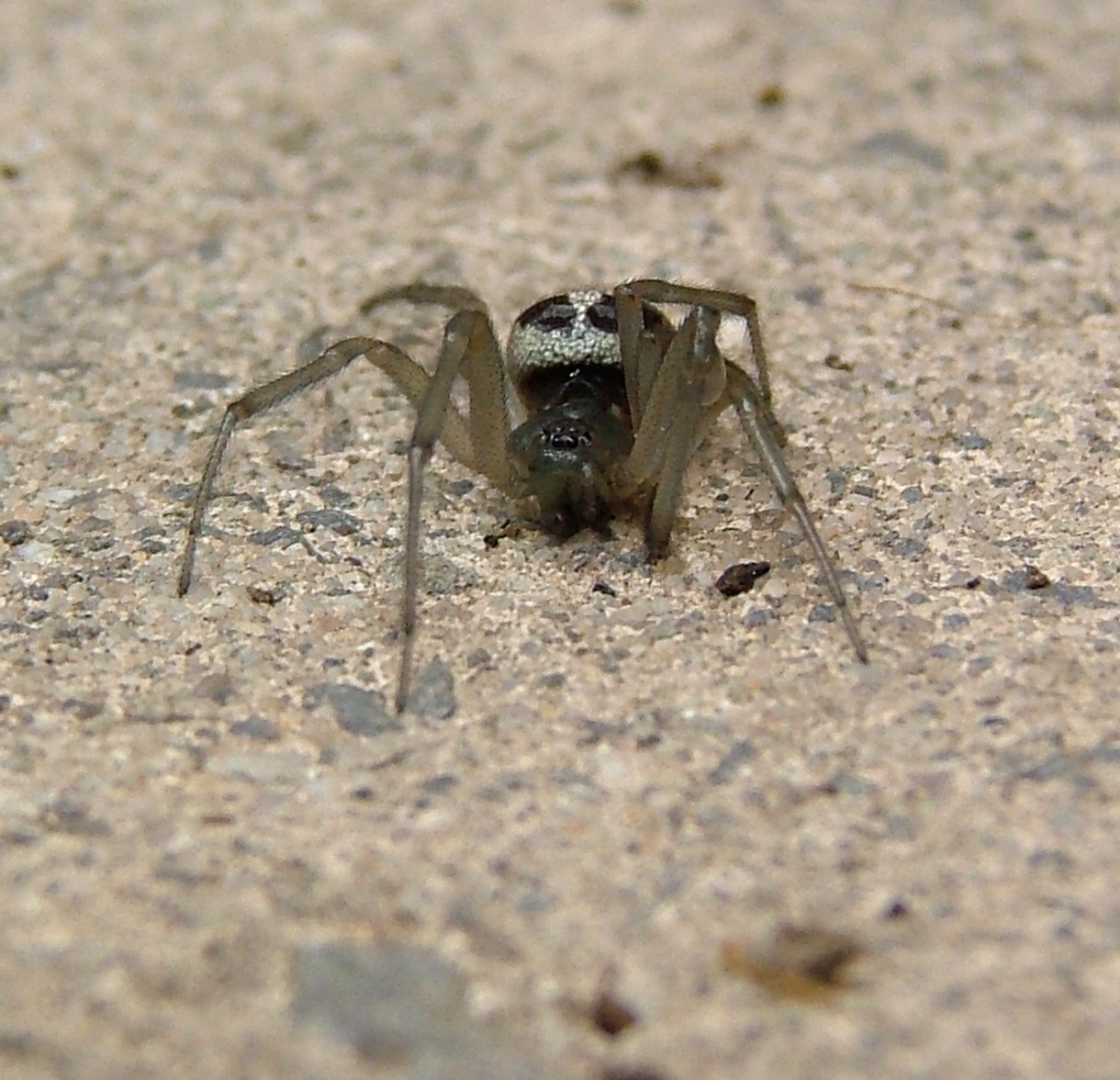
Frontalansicht eines Weibchens
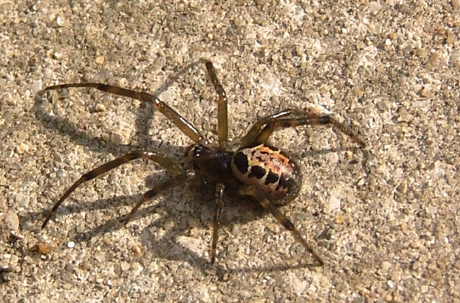
Lateralansicht eines Weibchens
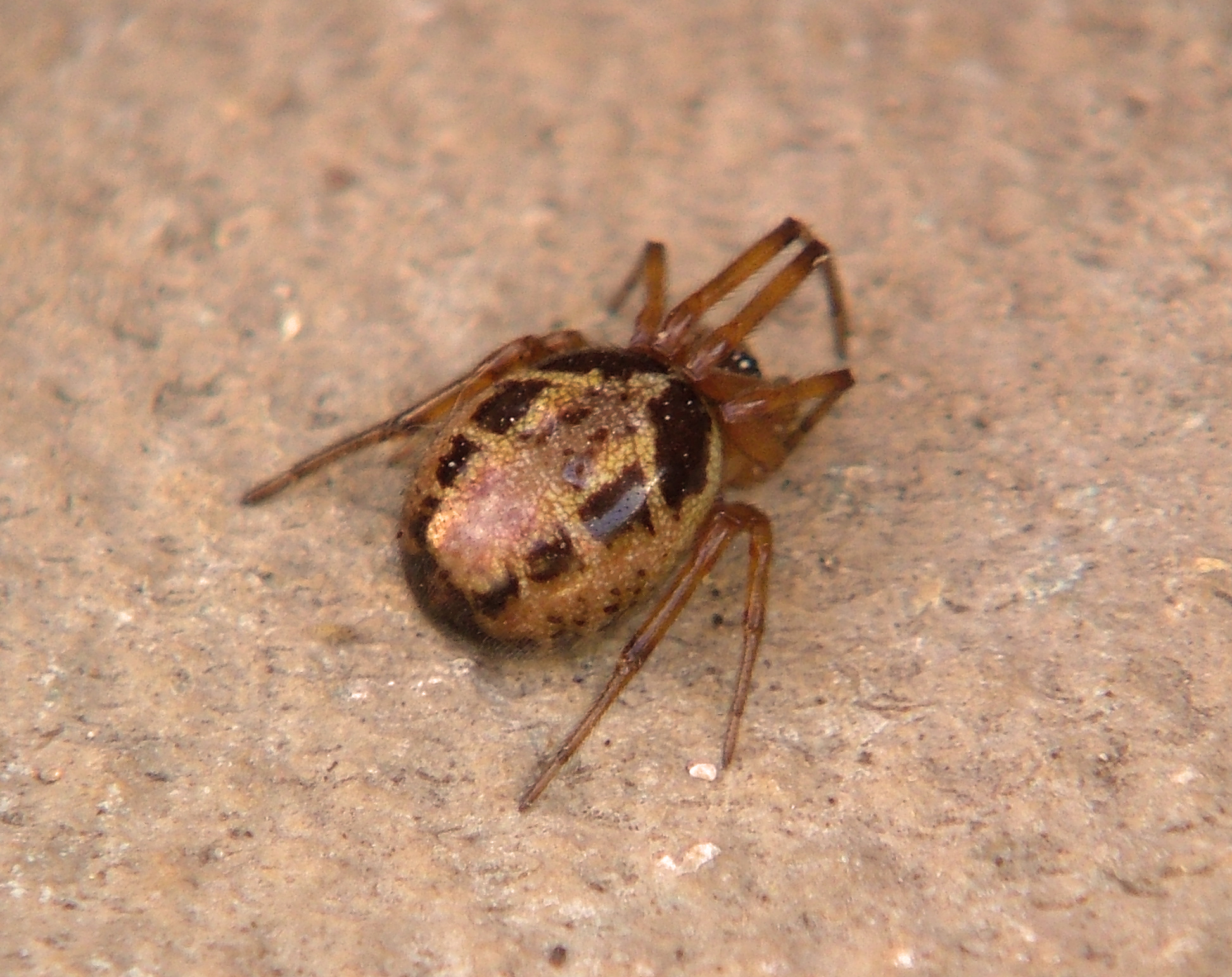
Rückansicht eines Weibchens
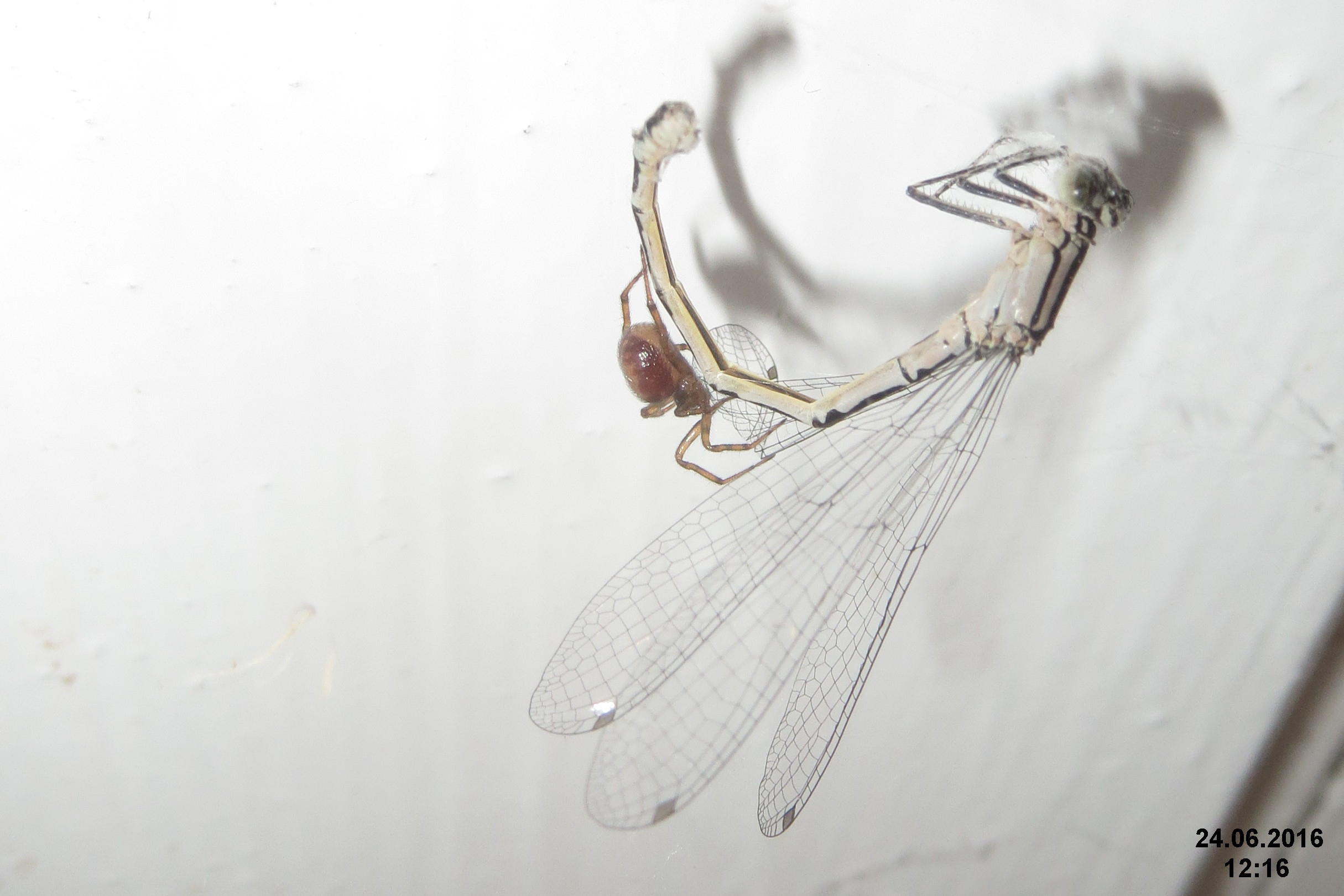
Weibchen mit erbeuteter Kleinlibelle
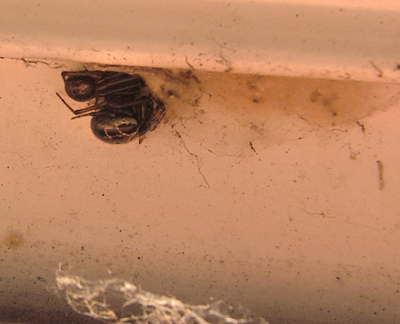
Weibchen und Männchen dicht beieinander
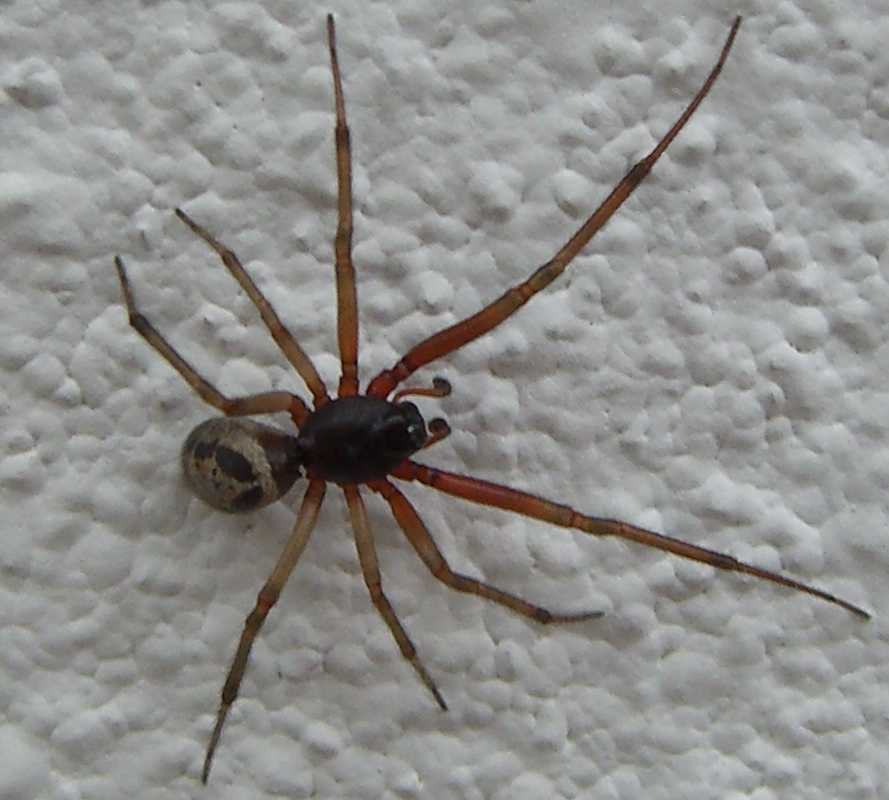
Dorsalansicht eines Männchens
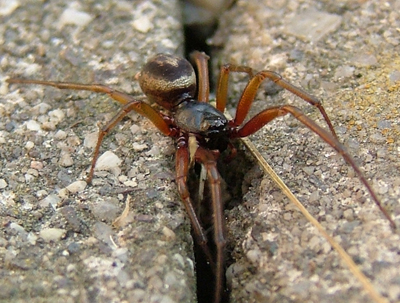
Frontalansicht eines Männchens
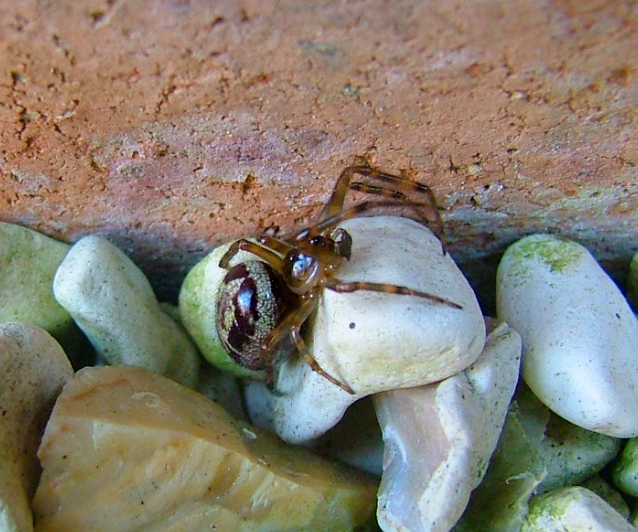
Lateralansicht eines Männchens
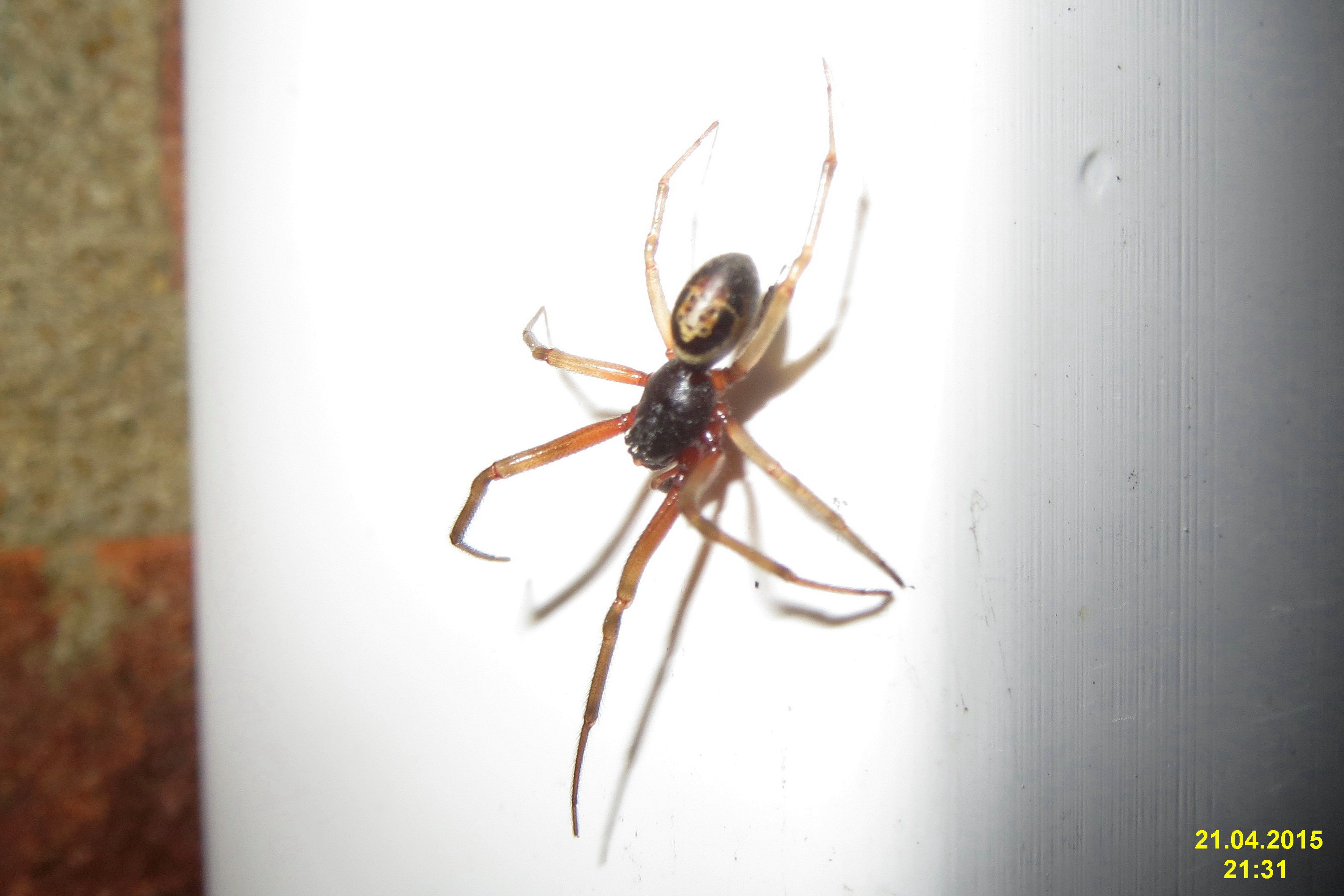
Rückansicht eines Männchens
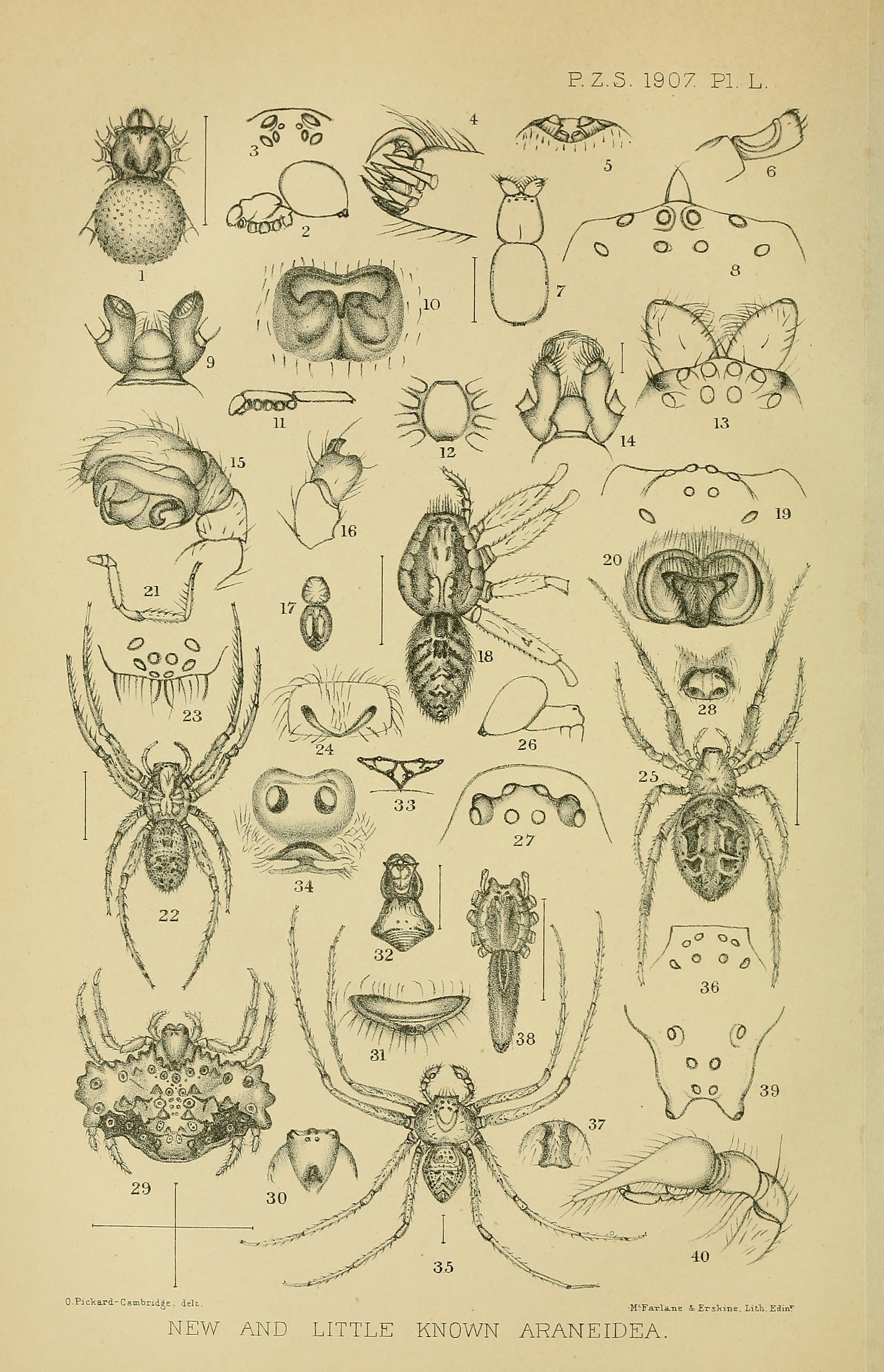
Auszug aus dem Buch "Proceedings of the Zoological Society of London" (1907) von Octavius Pickard-Cambridge, die Grafiken 25 bis 28 zeigen Motive der Edlen Kugelspinne (hier noch als Teutana nobilis geführt).